# Desiderata
Desiderata (з лат. «бажані речі», множина від лат. desideratum) — вірш у прозі американського письменника Макса Ерманна (1872—1945) написаний у 1927 році . Текст був значною мірою невідомим за життя автора і став широко відомим після його використання в релігійних службах.

## Історія
Близько 1959 року, преподобний Фредерік Кейтс, ректор церкви Св. Павла в Балтиморі, штат Меріленд, вніс Desiderata до компіляції матеріалів проповідей для своєї пастви. В компіляцію також було внесено дату заснування церкви: «Церкви Старого Святого Павла, Балтимор AD 1692» тому датою авторства тексту помилково вважали 1692 рік — рік заснування церкви.
Коли помер Едлай Стівенсон в 1965 році, гості в його будинку знайшли Desiderata біля його ліжка і зрозуміли, що Стівенсон планував використати цю поему у своїх різдвяних листівках. Згодом вірш став широко відомим коли був знайдений у церкві Святого Павла, Балтимор — але дата заснування церкви залишалася як дата авторства тексту .
Текст був широко поширений у вигляді листівки, а наприкінці 1971 і початку 1972 року, його усний виклад групи Les Crane досяг максимального рівня на восьмій позиції у Чартах Billboard і шостої позиції за версією Британської Melody Maker. Творці запису вважали, що поема була занадто старою, щоб підпадати під сферу дії авторського права, але громадський резонанс навколо запису призвів до уточнення авторства Ерманна, і його сім'я врешті-решт отримала роялті.
У серпні 1971 року поема була опублікована в журналі «Необмежений успіх» (англ. Success Unlimited), знову ж таки без дозволу родини Ерманна. У 1976 за позовом проти видавця журналу, Combined Registry Company, сьомий окружний апеляційний суд ухвалив, що авторські права конфіскуються, оскільки вірш було дозволено до публікації без повідомлення про авторське право в 1940 році — і, отже, цей вірш є надбанням громадськості .
У відповідь на втрату своїм урядом більшості у канадських федеральних виборах 1972 року прем'єр-міністр П'єр Трюдо цитує Desiderata запевнивши націю, що «всесвіт розгортається як треба» (англ. the universe is unfolding as it should).
26 серпня 2010 в Терре-Хот, рідному місті Ерманна, штат Індіана було відкрито бронзову статую Макса Ерманна, який сидить на лавці в парку. Скульптуру створив Білл Вульф. На сусідній доріжці викарбувані деякі рядки вірша доступні для прочитання перехожими.
Український переклад
Іди спокійно серед гамору і поспіху, пам’ятаючи, що спокій можна віднайти у тиші. Не зрікаючись себе, наскільки це можливо будь у добрих стосунках з усіма людьми. Кажи свою правду спокійно і ясно – і слухай інших, навіть темних і неосвічених, бо й вони мають що сказати. Уникай галасливих і агресивних людей, бо вони бентежать дух. Якщо порівнюватимеш себе з іншими, можеш стати пихатим або озлобленим, оскільки завжди знайдуться і кращі, і гірші від тебе. Тішся як своїми досягненнями, так і планами. Виконуй з серцем свою роботу, хай навіть незначну, бо лише це справжня неминуща цінність у мінливостях долі. Будь обачним у своїх справах, бо світ сповнений лукавства. Та хай це не заступить тобі правдивих чеснот: багато людей прагне високих ідеалів і всюди в житті є героїзм. Будь самим собою. Особливо будь щирим у почуттях. Не стався цинічно до любові, бо лише вона рятує від зневіри і розчарувань, відроджуючись повсякчас, як трава. Приймай з вдячністю досвід прожитих років і без жалю прощайся з днями молодості. Гартуй силу духу, щоб захиститися від несподіваного лиха. І не муч себе хворобливою уявою. Багато страхів породжують втома і самотність. Попри необхідну дисципліну, будь лагідним до себе. Ти – дитина Всесвіту і не менше, ніж дерева й зорі, маєш право бути тут. І чи зрозуміло це тобі чи ні, та Всесвіт розвивається так, як йому належить. Тож будь у мирі з Богом, як би ти собі Його не уявляв. І якими б не були твоя праця і твої прагнення, в цьому гамірному хаосі життя зберігай душевний спокій. При всій своїй неправді, невдячній праці і невиправданих сподіваннях, все-таки цей світ прекрасний. Радій життю! Прагни бути щасливим!

Львівський поет і перекладач В. Тимчук за текстом виконав поетичний переклад "За Дезидератою".

## Повний текст вірша
Go placidly amid the noise and haste,

and remember what peace there may be in silence.

As far as possible without surrender

be on good terms with all persons.

Speak your truth quietly and clearly;

and listen to others,

even the dull and the ignorant;

they too have their story.

Avoid loud and aggressive persons,

they are vexations to the spirit.

If you compare yourself with others,

you may become vain or bitter;

for always there will be greater and lesser persons than yourself.

Enjoy your achievements as well as your plans.

Keep interested in your own career, however humble;

it is a real possession in the changing fortunes of time.

Exercise caution in your business affairs;

for the world is full of trickery.

But let this not blind you to what virtue there is;

many persons strive for high ideals;

and everywhere life is full of heroism.

Be yourself.

Especially, do not feign affection.

Neither be cynical about love;

for in the face of all aridity and disenchantment

it is as perennial as the grass.

Take kindly the counsel of the years,

gracefully surrendering the things of youth.

Nurture strength of spirit to shield you in sudden misfortune.

But do not distress yourself with dark imaginings.

Many fears are born of fatigue and loneliness.

Beyond a wholesome discipline,

be gentle with yourself.

You are a child of the universe,

no less than the trees and the stars;

you have a right to be here.

And whether or not it is clear to you,

no doubt the universe is unfolding as it should.

Therefore be at peace with God,

whatever you conceive Him to be,

and whatever your labors and aspirations,

in the noisy confusion of life keep peace with your soul.

With all its sham, drudgery, and broken dreams,

it is still a beautiful world.

Be cheerful.

Strive to be happy.
 